# Whitetail Records
Whitetail Records（ホワイトテイル・レコーズ）は、ネットを主体として展開されるイギリスのレコード会社である。
主にエレクトロニカ、テクノ、アンビエントなどの電子音楽を発信している。
2015年にELにより設立。
設立当初よりファッションブランドや映像とのコラボレーションなどが多く見られる。
また所属アーティストのほとんどは、素顔を公開せず活動しているため、ライブやビデオクリップに登場する際にはマスクや仮面を着用していることが多い。